# Cercomacroides laeta
El hormiguero de Willis (Cercomacroides laeta), es una especie de ave paseriforme de la familia Thamnophilidae perteneciente al género Cercomacroides, hasta recientemente incluida en Cercomacra. Es nativa de Brasil y del extremo sur de Guyana.

## Distribución y hábitat
Se distribuye de forma disjunta en el sureste de la Amazonia brasileña, en el centro norte de la Amazonia, incluyendo el extremo sur de Guyana, y por la costa noreste de Brasil.
Es poco común y local en el sotobosque de bordes de selvas húmedas y más al oeste en bosques de campina cerca de cursos de agua y pantanos, hasta los 600 m s. n. m. de altitud.

## Sistemática

### Descripción original
La especie C. laeta fue descrita por primera vez por el ornitólogo estadounidense Walter Edmond Clyde Todd en 1920 bajo el nombre científico Cercomacra tyrannina laeta; localidad tipo «Benevides, Pará, Brasil».

### Etimología
El nombre genérico femenino «Cercomacroides» deriva del género Cercomacra y del griego «oidēs»: que recuerda, significando «que recuerda a un Cercomacra»; y el nombre de la especie «laeta», proviene del latín «laetus»: brillante, alegre.

### Taxonomía
Ya fue considerada conespecífica con Cercomacroides tyrannina. Antes incluida en el género Cercomacra, de donde fue separada junto a otras especies a un nuevo género Cercomacroides sobre la base de estudios filogenético moleculares y evidencias morfológicas y comportamentales.

### Subespecies
Según la clasificación del Congreso Ornitológico Internacional (IOC) (Versión 6.3, 2016) y  Clements Checklist v.2016, se reconocen 3 subespecies, con su correspondiente distribución geográfica:
- Cercomacroides laeta waimiri (Bierregaard, Cohn-Haft & Stotz, 1997) – centro norte de la Amazonia brasileña (este de Roraima, noreste de Amazonas, noroeste de Pará) y extremo sur de Guyana.
- Cercomacroides laeta laeta (Todd, 1920) – sureste de la Amazonia brasileña (este de Pará, oeste de Maranhão).
- Cercomacroides laeta sabinoi (Pinto, 1939) – costa noreste de Brasil en Pernambuco y Alagoas.